# Ouaouizeght
Ouaouizeght (arabiska: واويزغت) är en ort i Marocko, som i folkräkningen räknas som stad i landskommunen med samma namn. Den ligger i provinsen Azilal och regionen Béni Mellal-Khénifra, 210 km söder om huvudstaden Rabat. Antalet invånare var 9 449 vid folkräkningen 2014.